# Samira Ibrahim
Samira Ibrahim Mohammed (en árabe: سميرة إبراهيم‎; Suhag, 28 de septiembre de 1986) es una activista egipcia que saltó a la fama durante la revolución egipcia de 2011.

## La sentada de Tahrir y las consecuencias
El 9 de marzo de 2011 participó en una sentada en la plaza Tahrir (Plaza de la Liberación) de El Cairo . Los militares dispersaron violentamente a los participantes de la protesta, y Samira Ibrahim y otras mujeres fueron golpeadas, recibieron descargas eléctricas, encarceladas, fueron registradas desnudas y grabadas en video por los soldados. También las sometieron a pruebas de virginidad. Las pruebas se realizaron supuestamente para proteger a los soldados de las denuncias de violación.
Después de tener éxito en llevar el caso ante un tribunal civil, en diciembre de 2011 se emitió una orden judicial para detener la práctica de las «pruebas de virginidad». Sin embargo, en marzo de 2012, un tribunal militar exoneró al doctor Adel El Mogy de los cargos presentados en relación con la prueba de virginidad de Ibrahim.
Ibrahim prometió llevar su caso a los tribunales internacionales.

## Acusaciones de Twitter
A principios de marzo de 2013, Ibrahim fue criticada después de que Samuel Tadros, escribiera en The Weekly Standard, y la acusara de publicar declaraciones antisemitas y antiamericanas en su cuenta de Twitter. Estas declaraciones incluían citar a Adolf Hitler, escribiendo: «He descubierto con el paso de los días, que no se lleva a cabo ningún acto contrario a la moral, ningún crimen contra la sociedad, excepto cuando los judíos participan en él. Hitler». En reacción al atentado suicida de un autobús de israelíes en Bulgaria, escribió: «Hoy es un día muy dulce con muchas noticias muy dulces». En 2012, en el aniversario de los ataques terroristas del 11 de septiembre, tuiteó: «Hoy es el aniversario del 11 de septiembre. Que cada año venga con América ardiendo».
Posteriormente, el Departamento de Estado estadounidense anunció que no le otorgaba el premio International Women of Courage Award debido a estos comentarios.
Inicialmente, Ibrahim afirmó que su cuenta de Twitter había sido «previamente robada» y que «cualquier tuit sobre racismo y odio no es mío». Sin embargo, más tarde declaró: «Me niego a disculparme con el lobby sionista en Estados Unidos con respecto a mis declaraciones antisionistas anteriores, por lo que el gobierno estadounidense me retiró el premio». El Departamento de Estado de los Estados Unidos declaró más tarde que Ibrahim había abandonado los Estados Unidos para regresar a Egipto.
El 8 de marzo de 2013, una portavoz del Departamento de Estado de Estados Unidos declaró que «tras una nueva revisión, el departamento ha decidido no entregarle el premio», ya que los funcionarios estadounidenses «no consideraron apropiadas algunas de las declaraciones públicas que había hecho. No se ajustaban a nuestros valores», al tiempo que añadió que «es evidente que hubo algunos problemas en nuestro proceso de revisión, y vamos a investigar cómo ocurrió».

## Premios y reconocimientos
- Puesto 20, 2012 Time 100